# Abbildungsbereich
Der Abbildungsbereich ist die Darstellung der Phantomschallquellen auf der Stereobasis zwischen den Stereo-Lautsprechern L und R als Abbildungsbreite auf der Lautsprecherbasis. Üblicherweise ist die Aufstellung als Stereodreieck vorgegeben. Der abgebildete Winkel einer Punktschallquelle wird meistens als Hörereignisrichtung in Prozent von der Stereomitte (Center) angegeben und ist durch die Werte der Interchannel-Pegeldifferenzen und Interchannel-Laufzeitdifferenzen als Lautsprechersignale bestimmt, die z. B. die Mikrofonsysteme liefern.